# Lepidosperma exaltatum
Lepidosperma exaltatum är en halvgräsart som beskrevs av Robert Brown. Lepidosperma exaltatum ingår i släktet Lepidosperma och familjen halvgräs. Inga underarter finns listade i Catalogue of Life.